# Вечерний Донецк
«Вечерний Донецк» — ежедневная газета, впервые вышла 1 июля 1973 года. Распространяется в Донецке и Донецкой области. ЧАО "Газета «Вечерний Донецк» входит в состав ЧАО «Сегодня Мультимедиа». На территории Донецкой Народной Республики издают «Донецк вечерний».

## История
Газета появилась 1 июля 1973 года как орган горкома партии и донецкого горсовета. Появлению газеты предшествовали длительные согласования её открытия с высшими партийными чиновниками СССР, практика выпуска газет свободного формата в крупных областных центрах, несмотря на наличие их Москве и столицах союзных республик, на момент согласования газеты отсутствовала. Существует мнение, что газета получила право на жизнь благодаря ходатайству донецкого шахтёра и депутата Верховного совета СССР, дважды Героя Социалистического Труда Ивана Стрельченко, получившего разрешение на открытие газеты от руководителя ЦК КПСС Михаила Суслова.
Главным редактором издания стал журналист Пётр Шапошников.
С 1990 года газета одной из первых в СССР стала независимым изданием.
С 2009 года главным редактором газеты стал журналист Леонид Лапа, а ответственным секретарем — Валерий Лапшин.

## Награды
- Почётная грамота Государственного комитета информационной политики, телевидения и радиовещания Украины (2003)[3];
- Диплом Международного Академического Рейтинга популярности «Золотая Фортуна» «За весомый вклад в развитие информационной службы Донбасса, профессионализм и доверие читателей» (2006)[3]